# Акакій Гогія
Акакій Гогія (груз. აკაკი გოგია, нар. 18 січня 1992, Руставі, Грузія) — німецький футболіст грузинського походження, атакувальний півзахисник швейцарського «Цюриха».

## Біографія
Акакій Гогія народився у грузинському місті Руставі. У 2001 році разом з родиною він переїхав до Німеччини, де змінив кілька місць проживання, поки врешті родина не оселилася у місті Аугсбург.

## Ігрова кар'єра

### Клубна
Займатися футболом Акакій почав ще в Грузії. Після переїзду до Німеччини він пройшов футбольні школи німецьких клубів «Ганновер 96» та «Вольфсбург». Саме у команді «вовків» Гогія і був заявлений на матчі Бундесліги у 2010 році. Але в основі команди він так і не зіграв, весь час проводячи в оренді у клубах «Аугсбург», «Санкт-Паулі» та у дублі «Вольфсбурга».
Влітку 2013 року Гогія підписав контракт з клубом Третьої ліги «Галлешер», де провів два сезони.
В 2015 футболіст перейшов до клубу англійського «Брентфорд», який тоді виступав у Чемпіоншипі. Але вже за рік повернувся до Німеччини, де на правах оренди грав за дрезденське «Динамо», з яким пізніше підписав повноцінний контракт. Та вже за рік контракт футболіста викупив берлінський «Уніон».

### Збірна
Ще на початку кар'єри Гогія виступав за юнацькі збірні Німеччини. У 2015 році з'явилася інформація, що Грузинська футбольна федерація мала зв'язок з футболістом з приводу виступів Акакія у національній збірній Грузії, проте виклик до збірної Грузії футболіст так і не отримав.

## Титули і досягнення
- Чемпіон Швейцарії (1):

«Цюрих»: 2021–22